# 2022 год

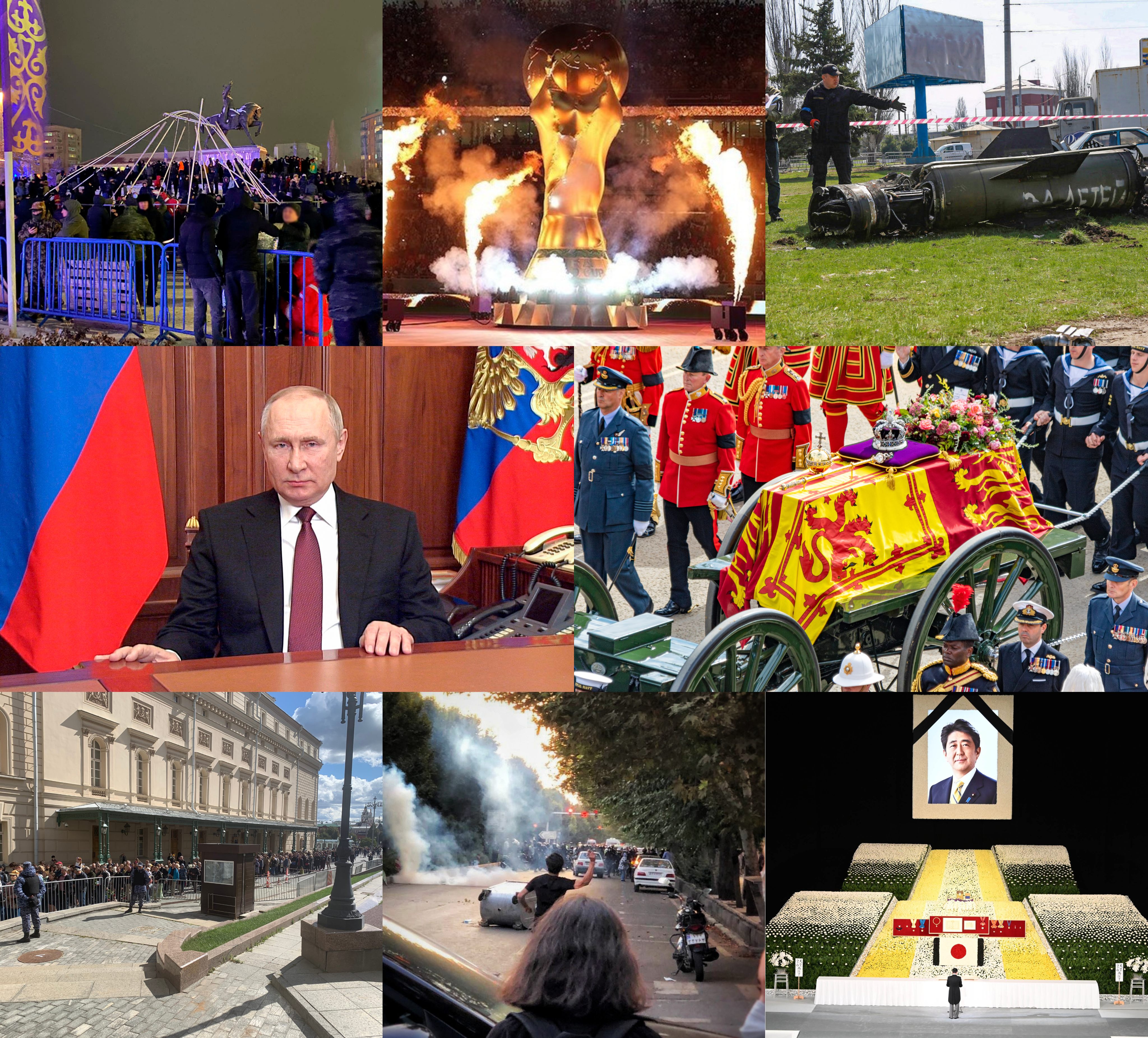
По часовой стрелке сверху слева: протесты в Казахстане, 22-й чемпионат мира по футболу в Катаре, ракетный удар по вокзалу Краматорска, похороны Елизаветы II, государственные похороны Синдзо Абэ погибшего в ходе покушения 8 июля, начало протестов в Иране после новости о гибели Махсы Амини, похороны и прощание с Михаилом Горбачёвым, Речь Владимира Путина о начале вторжения на Украину

2022 (две ты́сячи два́дцать второ́й) год  по григорианскому календарю — невисокосный год, начинающийся в субботу. Это 2022 год нашей эры, 2‑й год 3‑го десятилетия XXI века 3‑го тысячелетия, 3‑й год 2020‑х годов. Он закончился 3 года назад.
| Пн | Вт | Ср | Чт | Пт | Сб | Вс |
|    |    |    |    |    | 1  | 2  |
| 3  | 4  | 5  | 6  | 7  | 8  | 9  |
| 10 | 11 | 12 | 13 | 14 | 15 | 16 |
| 17 | 18 | 19 | 20 | 21 | 22 | 23 |
| 24 | 25 | 26 | 27 | 28 | 29 | 30 |
| 31 |    |    |    |    |    |    |

| Пн | Вт | Ср | Чт | Пт | Сб | Вс |
|    | 1  | 2  | 3  | 4  | 5  | 6  |
| 7  | 8  | 9  | 10 | 11 | 12 | 13 |
| 14 | 15 | 16 | 17 | 18 | 19 | 20 |
| 21 | 22 | 23 | 24 | 25 | 26 | 27 |
| 28 |    |    |    |    |    |    |

| Пн | Вт | Ср | Чт | Пт | Сб | Вс |
|    | 1  | 2  | 3  | 4  | 5  | 6  |
| 7  | 8  | 9  | 10 | 11 | 12 | 13 |
| 14 | 15 | 16 | 17 | 18 | 19 | 20 |
| 21 | 22 | 23 | 24 | 25 | 26 | 27 |
| 28 | 29 | 30 | 31 |    |    |    |

| Пн | Вт | Ср | Чт | Пт | Сб | Вс |
|    |    |    |    | 1  | 2  | 3  |
| 4  | 5  | 6  | 7  | 8  | 9  | 10 |
| 11 | 12 | 13 | 14 | 15 | 16 | 17 |
| 18 | 19 | 20 | 21 | 22 | 23 | 24 |
| 25 | 26 | 27 | 28 | 29 | 30 |    |

| Пн | Вт | Ср | Чт | Пт | Сб | Вс |
|    |    |    |    |    |    | 1  |
| 2  | 3  | 4  | 5  | 6  | 7  | 8  |
| 9  | 10 | 11 | 12 | 13 | 14 | 15 |
| 16 | 17 | 18 | 19 | 20 | 21 | 22 |
| 23 | 24 | 25 | 26 | 27 | 28 | 29 |
| 30 | 31 |    |    |    |    |    |

| Пн | Вт | Ср | Чт | Пт | Сб | Вс |
|    |    | 1  | 2  | 3  | 4  | 5  |
| 6  | 7  | 8  | 9  | 10 | 11 | 12 |
| 13 | 14 | 15 | 16 | 17 | 18 | 19 |
| 20 | 21 | 22 | 23 | 24 | 25 | 26 |
| 27 | 28 | 29 | 30 |    |    |    |

| Пн | Вт | Ср | Чт | Пт | Сб | Вс |
|    |    |    |    | 1  | 2  | 3  |
| 4  | 5  | 6  | 7  | 8  | 9  | 10 |
| 11 | 12 | 13 | 14 | 15 | 16 | 17 |
| 18 | 19 | 20 | 21 | 22 | 23 | 24 |
| 25 | 26 | 27 | 28 | 29 | 30 | 31 |

| Пн | Вт | Ср | Чт | Пт | Сб | Вс |
| 1  | 2  | 3  | 4  | 5  | 6  | 7  |
| 8  | 9  | 10 | 11 | 12 | 13 | 14 |
| 15 | 16 | 17 | 18 | 19 | 20 | 21 |
| 22 | 23 | 24 | 25 | 26 | 27 | 28 |
| 29 | 30 | 31 |    |    |    |    |

| Пн | Вт | Ср | Чт | Пт | Сб | Вс |
|    |    |    | 1  | 2  | 3  | 4  |
| 5  | 6  | 7  | 8  | 9  | 10 | 11 |
| 12 | 13 | 14 | 15 | 16 | 17 | 18 |
| 19 | 20 | 21 | 22 | 23 | 24 | 25 |
| 26 | 27 | 28 | 29 | 30 |    |    |

| Пн | Вт | Ср | Чт | Пт | Сб | Вс |
|    |    |    |    |    | 1  | 2  |
| 3  | 4  | 5  | 6  | 7  | 8  | 9  |
| 10 | 11 | 12 | 13 | 14 | 15 | 16 |
| 17 | 18 | 19 | 20 | 21 | 22 | 23 |
| 24 | 25 | 26 | 27 | 28 | 29 | 30 |
| 31 |    |    |    |    |    |    |

| Пн | Вт | Ср | Чт | Пт | Сб | Вс |
|    | 1  | 2  | 3  | 4  | 5  | 6  |
| 7  | 8  | 9  | 10 | 11 | 12 | 13 |
| 14 | 15 | 16 | 17 | 18 | 19 | 20 |
| 21 | 22 | 23 | 24 | 25 | 26 | 27 |
| 28 | 29 | 30 |    |    |    |    |

| Пн | Вт | Ср | Чт | Пт | Сб | Вс |
|    |    |    | 1  | 2  | 3  | 4  |
| 5  | 6  | 7  | 8  | 9  | 10 | 11 |
| 12 | 13 | 14 | 15 | 16 | 17 | 18 |
| 19 | 20 | 21 | 22 | 23 | 24 | 25 |
| 26 | 27 | 28 | 29 | 30 | 31 |    |

## События
2022 год стал переломным в политических и экономических взаимоотношениях между странами во многом из-за войны России против Украины и последовавшими за этим санкциями против России, международным продовольственным и энергетическим кризисом во всем мире, ситуацией с COVID-19 (со штаммом Омикрон) и оспой обезьян, а также первой за 24 года (со времён дефолта 1998 года) крупнейшей экономической рецессией (в России).
- По решению ООН 2022 год объявлен Международным годом кустарного рыболовства и аквакультуры[1].
- Год культурного наследия народов России[2].
- Год исторической памяти в Беларуси[3].
- Год детей в Казахстане[4].
- Год города Шуша в Азербайджане[5].
- Год обеспечения интересов человека и развития махалли в Узбекистане[6].

### Январь
- 1 января:

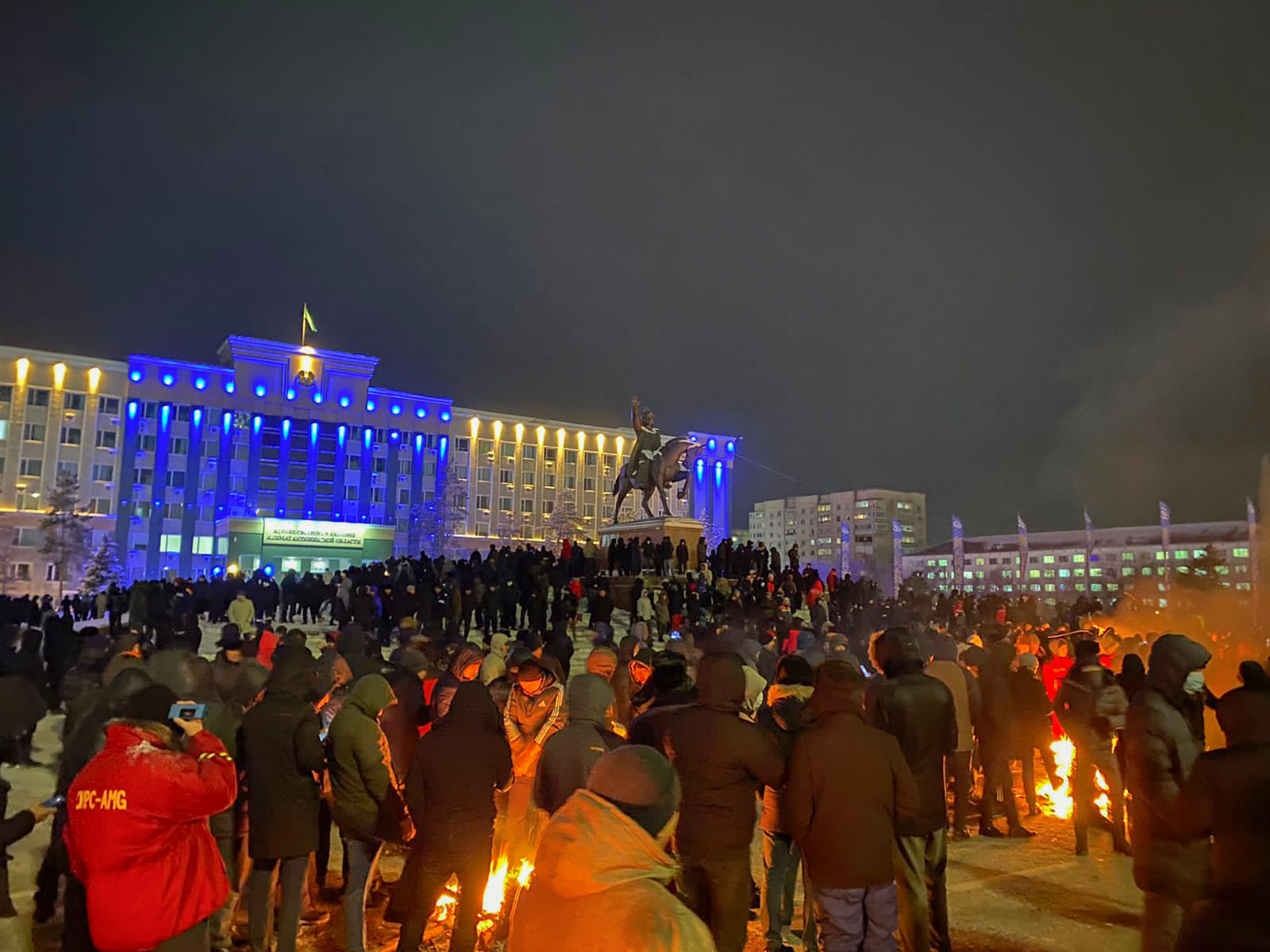
Протестующие на центральной площади Актобе в Казахстане

  - Вступление в России в силу федерального закона о приземлении иностранных IT-компаний[7].
  - Вступление в силу 11 версии Международной классификации болезней (МКБ-11)[8][9].
  - Вступление в РФ в силу запрета на экспорт необработанного круглого леса и запущена цифровая информационная система отслеживания оборота сырья[10].
  - Полное снятие в КНР ограничений на инвестиции иностранного капитала в местный автопром[11].
  - Вступление Иньяцио Кассиса в должность президента Швейцарии[12].
- 2 января — начало протестных акций в Казахстане против повышения цен на газ[13][14].
- 3 января — принятие совместного заявления против ядерной войны лидерами России, Китая, США, Великобритании и Франции[15].
- 4 января — окончание поддержки компанией «BlackBerry» своих продуктов[16].
- 5 января:
  - Уход правительства Аскара Мамина в отставку в связи с массовыми протестами в Казахстане. Исполняющим обязанности премьер-министра назначен Алихан Смаилов[17].
  - Введение чрезвычайного положения в Мангистауской и Алматинской области, в Алма-Ате и Нур-Султане[18][19][20]. Позднее было объявлено, что чрезвычайное положение введено на всей территории Казахстана[21].
  - Смещение Нурсултана Назарбаева с поста председателя Совета безопасности[22].
  - Покушение на премьер-министра Гаити Ариэля Анри[23].
- 6 января — введение ОДКБ миротворческих войск в Казахстан с целью стабилизации обстановки в стране[24].
- 7 января:
  - Число заражённых COVID-19 в мире превысило 300 млн человек[25].
  - В США впервые в мире Дэвиду Беннетту провели ксенотрансплантацию генетически модифицированного сердца свиньи[26].
- 13 января — принц Эндрю лишён титулов и звания Его Королевское Высочество[27][28].
- 14 января — начало извержения вулкана Хунга-Тонга-Хунга-Хаапай[29].
- 16 января — проведение конституционного референдума в Сербии[30].
- 18 января — компания Microsoft объявляет о своём намерении приобрести Activision Blizzard за 68,7 млрд $. Сделка стала крупнейшим на тот момент приобретением компании[31].
- 19 января — полный вывод войск ОДКБ из Казахстана[32].
- 20 января — формирование тропического шторма Ана. Позже шторм обрушился на Мадагаскар, Малави и Мозамбик, унеся жизни 88 человек[33][34].
- 22 января — начало протестных акций «Конвой Свободы» в Канаде против вакцинных паспортов.
- 23 января — президент Армении Армен Саркисян ушёл в отставку[35].
- 24—29 января — проведение президентских выборов в Италии[36]. Переизбран действующий президент Серджо Маттарелла[37].
- 24 января — президент Буркина-Фасо Рок Марк Кристиан Каборе был задержан военными в результате военного переворота[38].
- 27 января — король Саудовской Аравии Салман подписал указ о Дне основания государства, который будет ежегодно отмечаться 22 февраля[39].
- 28 января — Касым-Жомарт Токаев избран главой партии «Нур Отан» вместо Нурсултана Назарбаева[40].

### Февраль

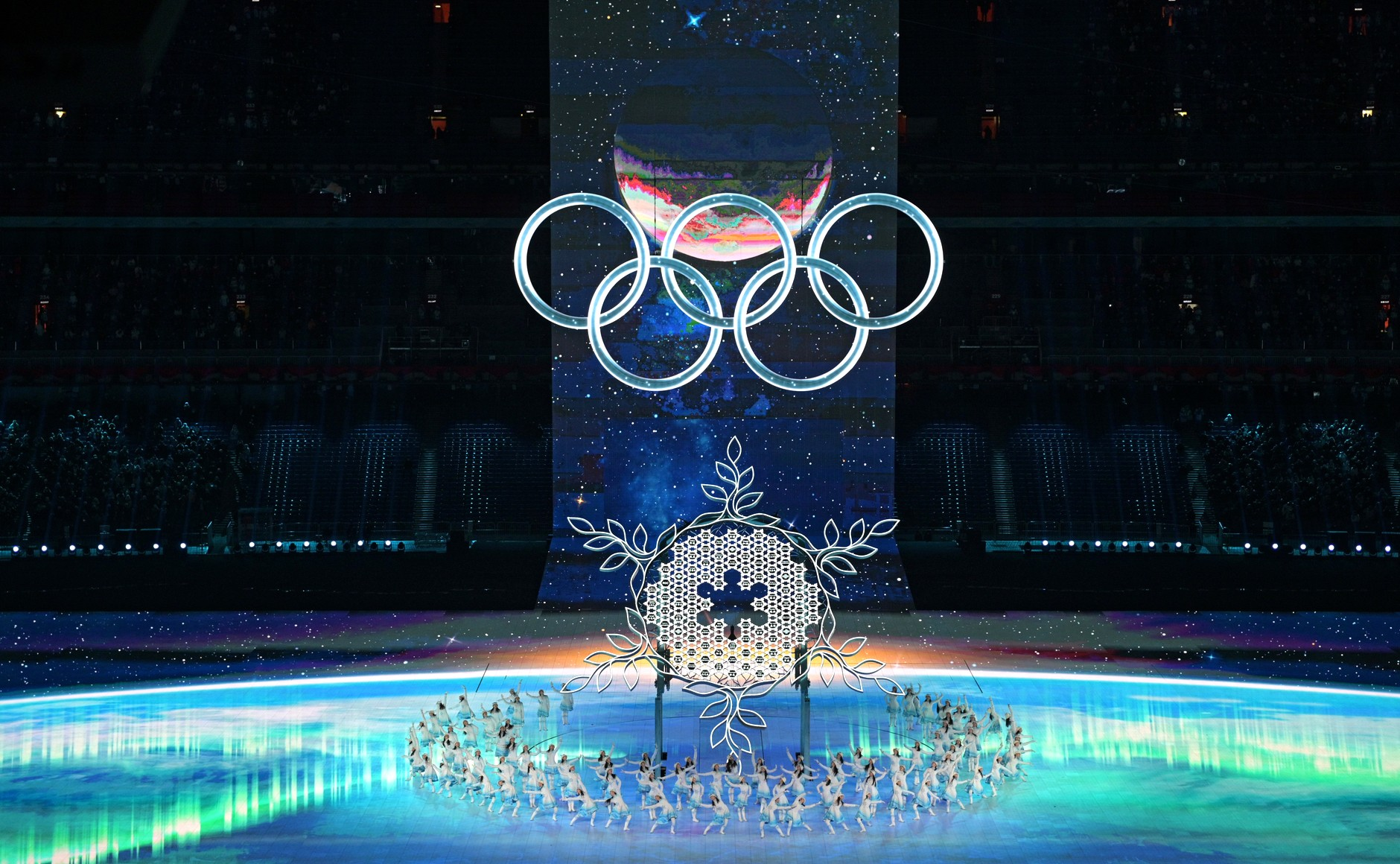
Церемония открытия зимних Олимпийских игр в Пекине

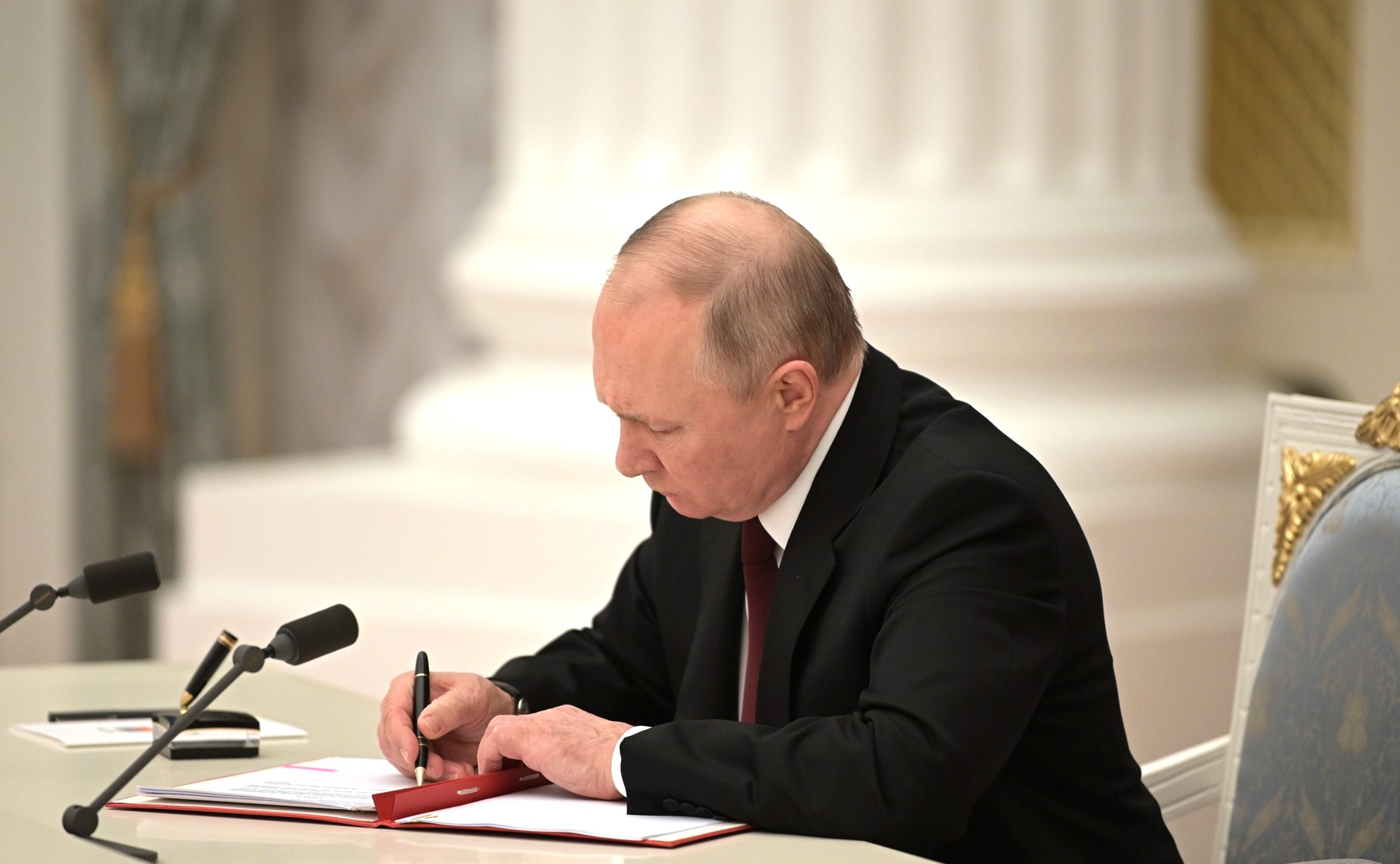
Путин подписывает документ о признании ДНР и ЛНР

- 1 февраля — в Казахстане был отправлен в отставку председатель парламента Нурлан Нигматулин[41].
- 3 февраля — в результате спецоперации США в Идлибе был убит лидер ИГИЛ Абу Ибрагим аль-Кураши[42].
- 4—20 февраля — Зимние Олимпийские игры в Пекине.
- 5 февраля — циклон Батсирай унёс жизни в общей сложности 111 человек на Мадагаскаре[43].
- 6 февраля — всеобщие выборы в Коста-Рике[44].
- 9 февраля — число заражённых COVID-19 в мире превысило 400 млн человек[45].
- 10 февраля — в одной из средних школ американского города Буффало в штате Нью-Йорк произошла стрельба. Были ранены два человека[46].
- 11 февраля — в Италии произошло извержение вулкана Этна[47].
- 13 февраля — Франк-Вальтер Штайнмайер был переизбран президентом на выборах в Германии[48].
- 14 февраля:
  - Формирование шторма Юнис, который позже обрушился на ряд европейских государств, причинив ущерб в размере $1,5 млрд и унеся жизни 17 человек[49][50][51][52].
  - В Великобритании запущена климатическая компания Just Stop Oil, целью которой является запрет на использование ископаемых видов топлива[53].
- 16 февраля — президентом Украины Владимиром Зеленским был подписан указ об учреждении Дня единения[54].
- 18 февраля — начата массовая эвакуация населения отдельных территорий Донецкой и Луганской областей, неподконтрольных Украине, на территорию России[55].
- 21 февраля — признание Россией Донецкой и Луганской Народных Республик[56].
- 24 февраля:
  - Начало вторжения России на Украину[57][58][59].
  - Украина объявила о разрыве дипломатических отношений с Россией[60].
- 25 февраля:
  - Вторжение России на Украину: президент Украины Владимир Зеленский объявил о всеобщей мобилизации[61].
  - Микронезия разорвала дипломатические отношения с Россией[62].
  - Совет Европы приостановил членство России в организации из-за вторжения на Украину[63][64].
- 26 февраля — 30 марта — рельсовая война в Беларуси.
- 27 февраля — референдум о принятии изменений в конституцию страны в Беларуси[65].
- 28 февраля — Владимир Зеленский подписал заявку на принятие Украины в ЕС[66].

### Март

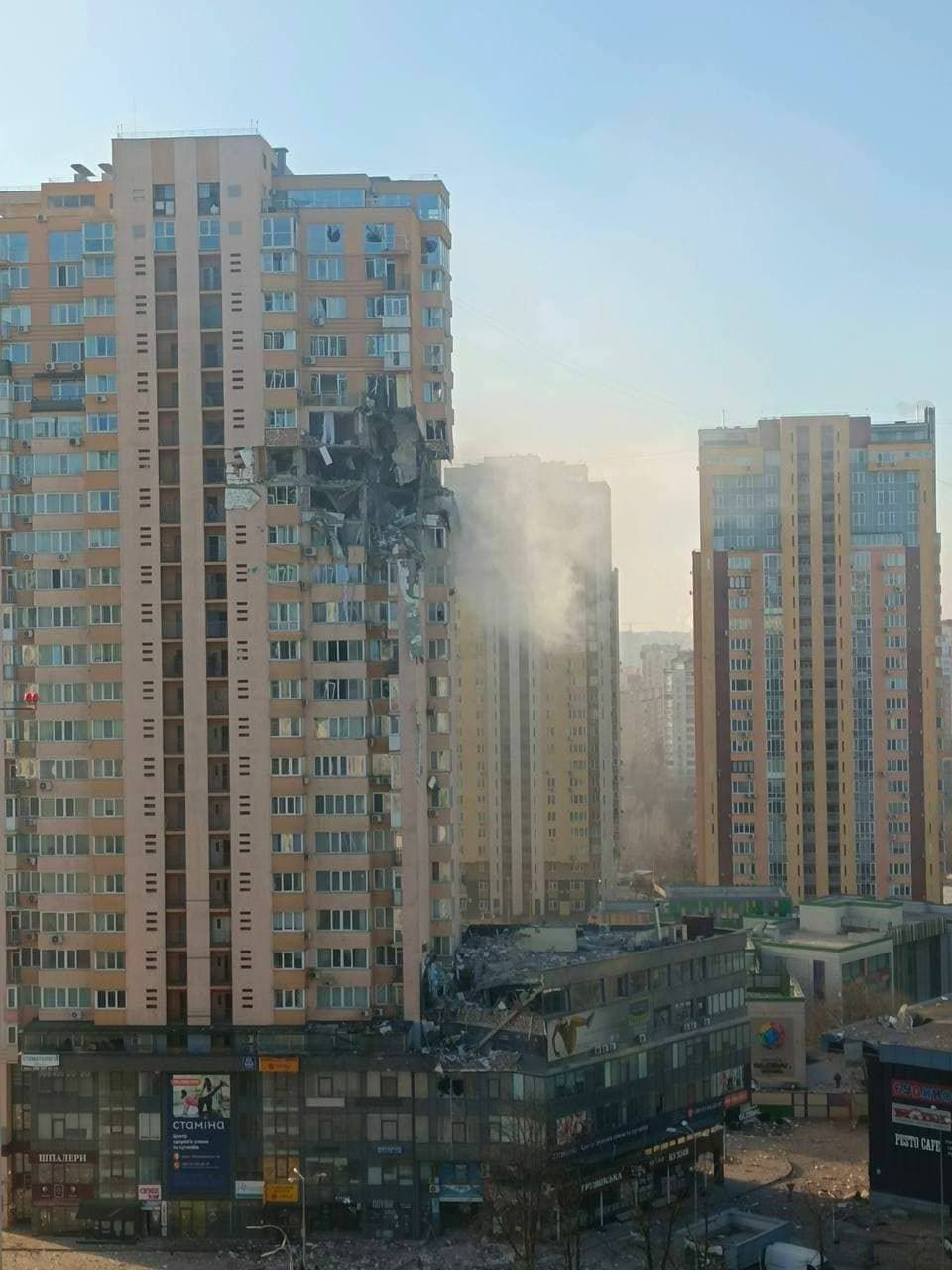
Дом в Киеве, после обстрела в ходе нападения России на Украину

- 1 марта — правящая партия Казахстана Нур Отан переименована в Аманат[67].
- 3 марта:
  - Молдова подала заявку на вступление в Евросоюз[68].
  - Грузия подала заявку на вступление в Евросоюз[69].
- 4 марта — теракт в Пешаваре; 63 погибших, около 200 раненых[70].
- 8 марта:
  - Компания «Макдоналдс» объявила о прекращении работы в России из-за вторжения на Украину[71].
  - Европейский союз и некоторые страны ввели массовые санкции против России из-за её вторжения на Украину.
- 9 марта:
  - Президентские выборы в Южной Корее. Победу одержал Юн Сок Ёль[72].
  - Исследователи объявили о том, что они обнаружили в Антарктике судно «Эндьюранс», которое затонуло в 1915 году во время экспедиции Эрнеста Шеклтона[73].
- 10 марта — Каталин Новак была избрана президентом Венгрии[74].
- 11 марта — Габриэль Борич вступил в должность президента Чили[75].
- 12 марта — президентские выборы в Туркменистане. Победу одержал Сердар Бердымухамедов[76].
- 13 марта — Ваагн Хачатурян вступил в должность президента Армении[77].
- 15 марта — начались протесты на Шри-Ланке[78].
- 16 марта — на северо-востоке Японии произошло землетрясение[79].
- 18 марта:
  - Совет Европы официально исключил Российскую Федерацию из организации[80].
  - В Турции через пролив Дарданеллы открыт самый длинный подвесной мост в мире «Чанаккале-1915»[81].
  - Окончание боёв за Николаев. Отступление российской армии от города[82].
- 21 марта — катастрофа Boeing 737 в Тэнсяне (Китай). Погибли все 132 человека на борту[83].
- 24 марта:
  - Азербайджанские вооружённые силы пересекли линию соприкосновения в Нагорном Карабахе и вошли в село Парух[84].
  - В Брюсселе состоялся внеочередной саммит НАТО[85].
- 25 марта — посвящение России Непорочному сердцу Марии[86].
- 28 марта:
  - Начались протесты в Перу[87][88].
  - ОПЗЖ прекратила свою деятельность на территории Украины[89].
- 31 марта — около берегов Новой Каледонии произошло землетрясение магнитудой 7,1 балла[90].

### Апрель

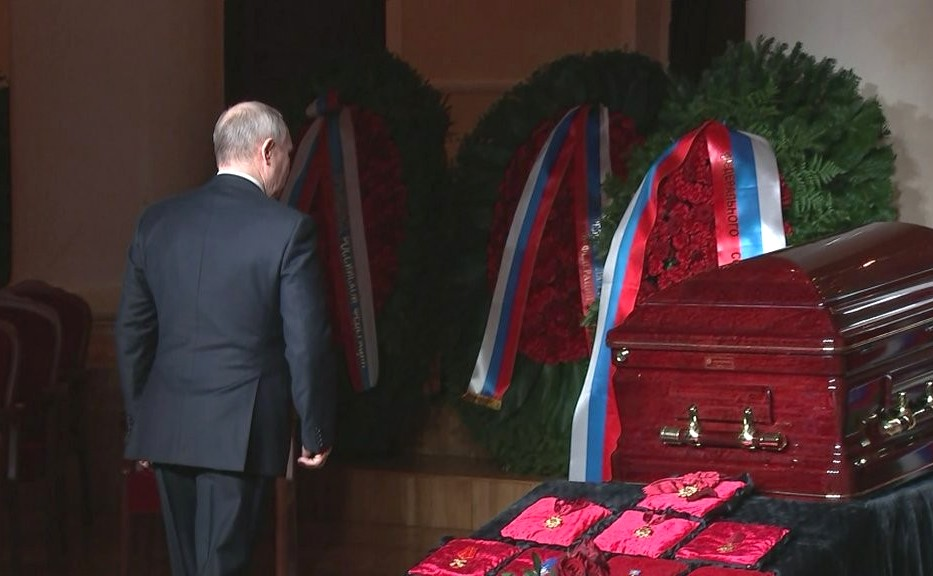
Владимир Путин на похоронах Владимира Жириновского

- 2 апреля — вторжение России на Украину: окончание битвы за Киев[91]. Отступление российской армии с севера Украины[92].
- 3 апреля:
  - Парламентские выборы в Венгрии[93].
  - Президентские и парламентские выборы в Сербии[94].
- 5 апреля — выход Unreal Engine 5[95].
- 6 апреля:
  - Российская армия полностью покинула Киевскую, Житомирскую, Черниговскую и Сумскую области[96].
  - Умер председатель ЛДПР — Владимир Жириновский[97].
- 7 апреля — Генеральная Ассамблея ООН приостановила членство Российской Федерации в Совете по правам человека при ООН[98].
- 8 апреля — ракетный удар по вокзалу Краматорска. Погибло 61 человек, более 110 ранены. Атака является одной из самых смертоносных за всё время вторжения России на Украину[99][100][101].
- 10 апреля:
  - Первый тур президентских выборов в Южной Осетии[102].
  - Первый тур президентских выборов во Франции[103].
- 13 апреля — число заражённых коронавирусом превысило 500 млн человек[104].
- 14 апреля — вторжение России на Украину: гибель крейсера «Москва» Черноморского флота в результате украинского ракетного удара[105].
- 17 апреля — Турция начала военную операцию на севере Ирака[106].
- 21 апреля — выход Teardown (видеоигра).
- 22 апреля — в Нигерии произошёл взрыв на нелегальном нефтеперерабатывающем заводе, в результате которого погибло 110 человек[107].
- 24 апреля:
  - Второй тур президентских выборов во Франции. Победу одержал Эмманюэль Макрон[108].
  - Парламентские выборы в Словении[109]. Победу одержала оппозиционная либеральная партия «Свобода».
- 27 апреля — произошли взрывы в Приднестровье. Были повреждены объекты военной инфраструктуры, произошли обстрелы посёлка Маяк, здания госбезопасности и военного аэродрома в Тирасполе, а также взорваны вышки, транслирующие российские каналы[110].

### Май

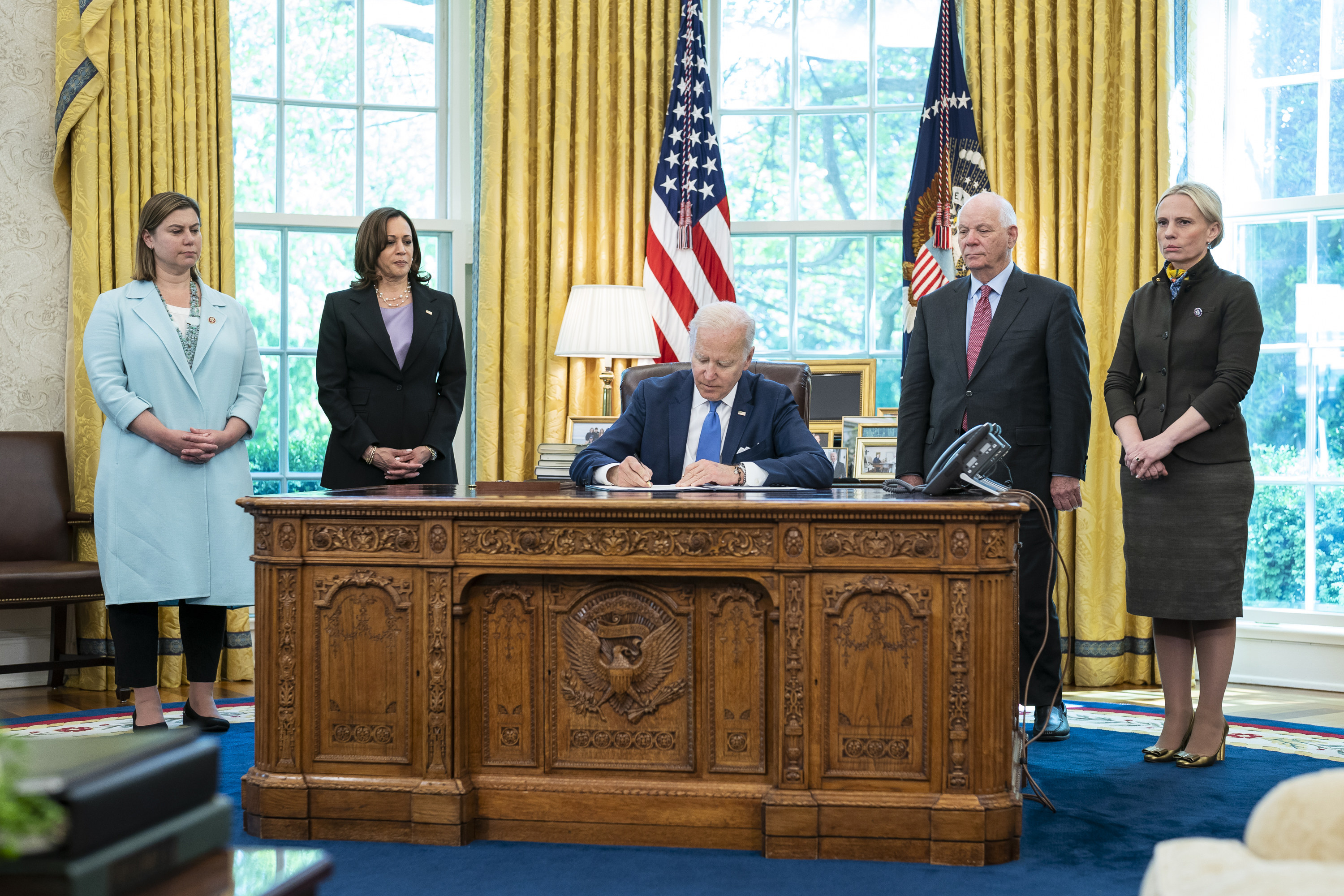
Джо Байден подписывает закон о ленд-лизе в защиту демократии в Украине

- 1 мая — в Армении начались протесты против уступок по Карабаху[111][112].
- 8 мая:
  - Выборы главы администрации Гонконга[113].
  - Второй тур президентских выборов в Южной Осетии[114].
- 9 мая:
  - Премьер-министр Шри-Ланки Махинда Раджапакса уходит в отставку в результате массовых протестов против его правительства по всей стране. Через 3 дня его сменил Ранил Викрамасингхе[115][116].
  - Джо Байден подписал закон о ленд-лизе Украине[117].
  - Президентские выборы на Филиппинах[118].
- 10—14 мая — проведение 66-го конкурса песни «Евровидение» в Турине, Италия[119].
- 11 мая — начался суд над бывшим губернатором Хабаровского края Сергеем Фургалом[120].
- 13—29 мая — проведение чемпионата мира по хоккею с шайбой в Хельсинки и Тампере (Финляндия)[121].
- 14 мая:
  - Президентом ОАЭ стал наследный принц Мухаммад ибн Заид Аль Нахайян[122].
  - Вторжение России на Украину: окончание боёв за Харьков. Победа ВСУ[123].
- 18 мая — Финляндия и Швеция официально подали заявки на вступление в НАТО[124].
- 20 мая — вторжение России на Украину: окончание боёв за Мариуполь, оккупация города ВС РФ и НМ ДНР[125].
- 21 мая — парламентские выборы в Австралии[126].
- 24 мая — премьер-министр Венгрии Виктор Орбан объявил о введении в стране чрезвычайного положения с 25 мая[127].
- 26 мая — правительство Приднестровья ушло в отставку[128].
- 27 мая — Собор Украинской православной церкви.

### Июнь
- 5 июня:

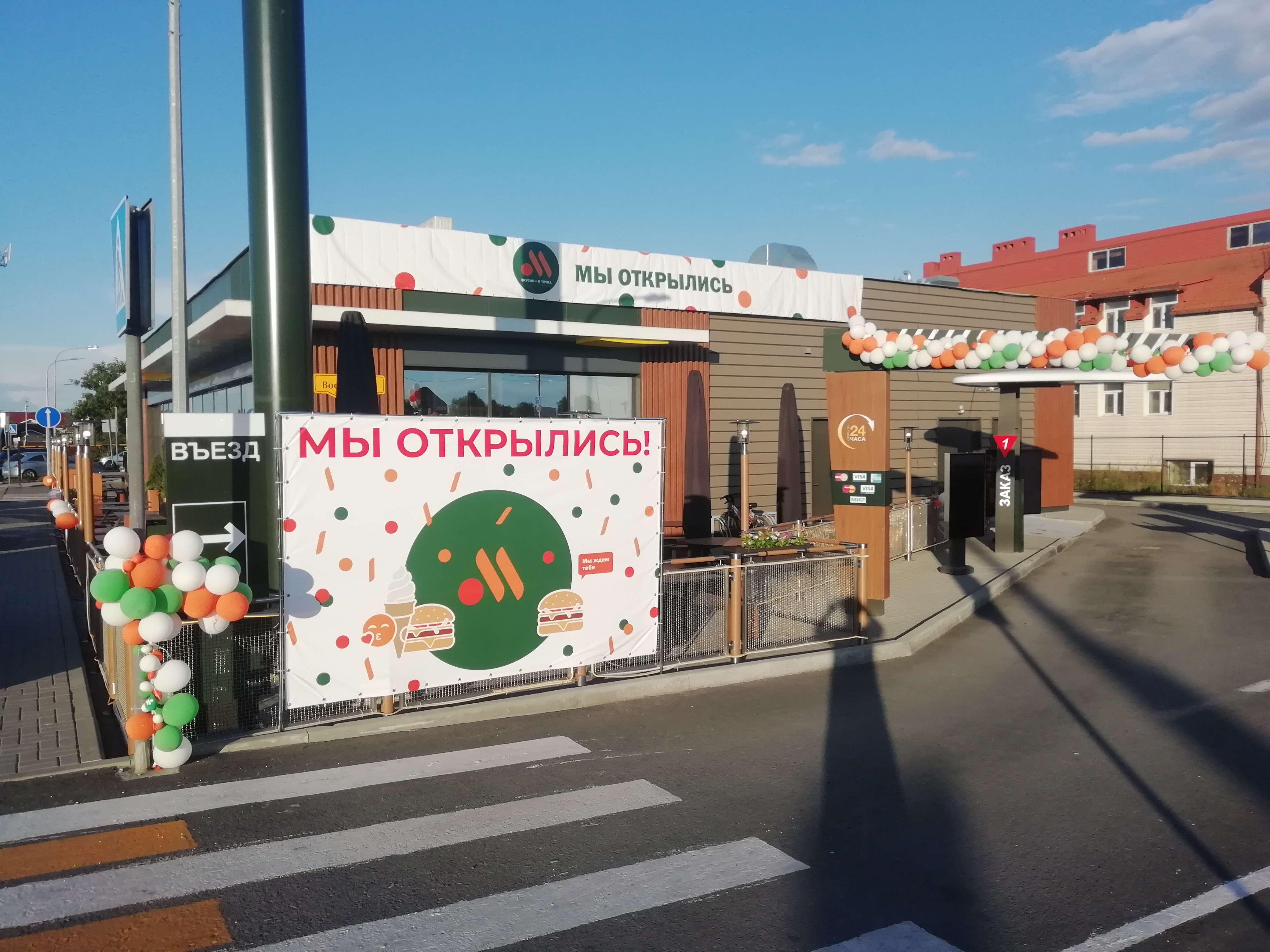
Здание Вкусно и точка в Батайске

  - Конституционный референдум в Казахстане[129].
  - По меньшей мере 50 человек погибли в результате стрельбы и взрыва бомбы в Ово, Нигерия[130].
- 8 июня:
  - В Казахстане были образованы три новые области: Улытауская, Абайская и Жетысуская[131].
  - В Казахстане был отменён титул Елбасы[132].
- 11 июня — президент РФ Владимир Путин подписал закон о неисполнении решений ЕСПЧ, принятых в отношении России после 15 марта 2022 года.
- 12 июня:
  - Первый тур парламентских выборов во Франции[133].
  - В Москве открылись рестораны «Вкусно — и точка» на месте бывших «Макдоналдсов»[134].
- 14 июня — Канада и Дания закончили территориальный спор за остров Ханс. Страны договорились о разделе острова: 40 % Канаде, 60 % Дании[135].
- 15 июня — Microsoft прекратила поддержку Internet Explorer[136].
- 18 июня — Литва ограничила транзит в Калининград[137].
- 19 июня:
  - Второй тур парламентских выборов во Франции, на которых победила либеральная коалиция «Граждане вместе» Эмманюэля Макрона[138].
  - Президентские выборы в Колумбии. Победу одержал социалист Густаво Петро[139].
- 22 июня — землетрясение в Афганистане. Не менее 1000 человек погибли, и 1500 получили ранения[140].
- 23 июня — Украина и Молдова получили статус кандидатов в ЕС[141].
- 25 июня:
  - В ночном клубе города Осло произошла стрельба. Погибло 2 человека, 21 человек получил ранения[142].
  - Вторжение России на Украину: окончание боёв за Северодонецк. Оккупация города ВС РФ и НМ ЛНР[143].
- 26 июня — в Германии прошёл саммит G7.
- 29—30 июня — проведение саммита НАТО в Мадриде[144].
- 29 июня — Сирия объявила о решении признать независимость ДНР и ЛНР[145].
- 30 июня:
  - Вторжение России на Украину: окончание боёв за остров Змеиный, победа ВСУ[146].
  - В индийском штате Манипур произошёл крупный оползень[147].
  - Польша закончила строительство стены на границе с Беларусью, протяжённость которой составила 186,25 километров[148].
  - Украина разорвала дипломатические отношения с Сирией[149].

### Июль

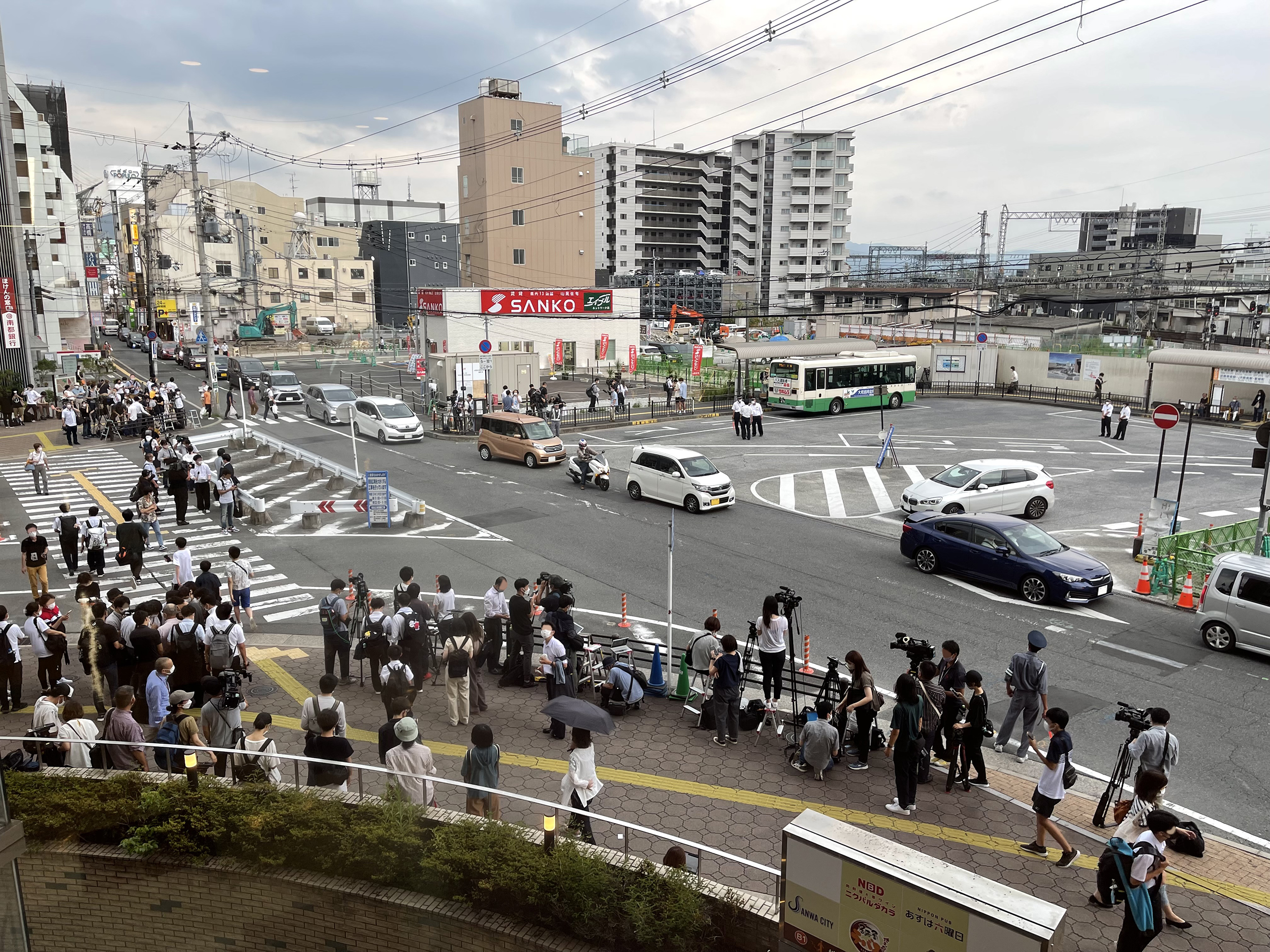
Место убийства Синдзо Абэ, район северного входа на станцию

- 1 июля — в Каракалпакстане начались протесты против поправок в конституцию[150][151]. Позже узбекские власти решили отказаться от планов по лишению Каракалпакстана автономии[152].
- 3 июля:
  - Вторжение России на Украину: окончание боёв за Лисичанск. Оккупация города ВС РФ и НМ ЛНР[153][154].
  - В автономии Каракалпакстан, Узбекистан, был введён режим чрезвычайного положения[150][155].
- 7 июля — Борис Джонсон заявил, что уходит с поста премьер-министра Великобритании[156].
- 8 июля — убит бывший премьер-министр Японии Синдзо Абэ[157].
- 9 июля — протестующие в Шри-Ланке ворвались в резиденцию президента Готабайи Раджапаксы. Президент бежал из страны[158].
- 13 июля:
  - Президент Шри-Ланки Готабая Раджапакса ушёл в отставку[159].
  - Корейская Народно-Демократическая Республика признала ДНР и ЛНР[160][161].
  - Украина разорвала дипломатические отношения с КНДР[160][161].
  - Басманный суд арестовал Илью Яшина по обвинению, о распространении фейков[162].
- 16 июля — авиакатастрофа Ан-12БК под Кавалой[163].
- 20 июля — Сирия разорвала дипломатические отношения с Украиной[149].
- 23 июля — наводнение в Сочи, погиб 1 человек[164][значимость?].
- 24 июля — извержение стратовулкана Сакурадзима в Японии[165].
- 25 июля — Драупади Мурму вступила в должность президента Индии[166][значимость?].
- 27 июля — на Филиппинах произошло землетрясение в 7 баллов по шкале Рихтера, 10 человек погибло, 375 ранено[167].
- 28 июля — 8 августа — Игры Содружества в Бирмингеме, Англия[168].
- 31 июля:
  - США ликвидировали лидера Аль-Каиды Аймана аз-Завахири в Афганистане[169][170].
  - Сербско-косовский кризис[171][172].

### Август
- 1 августа:

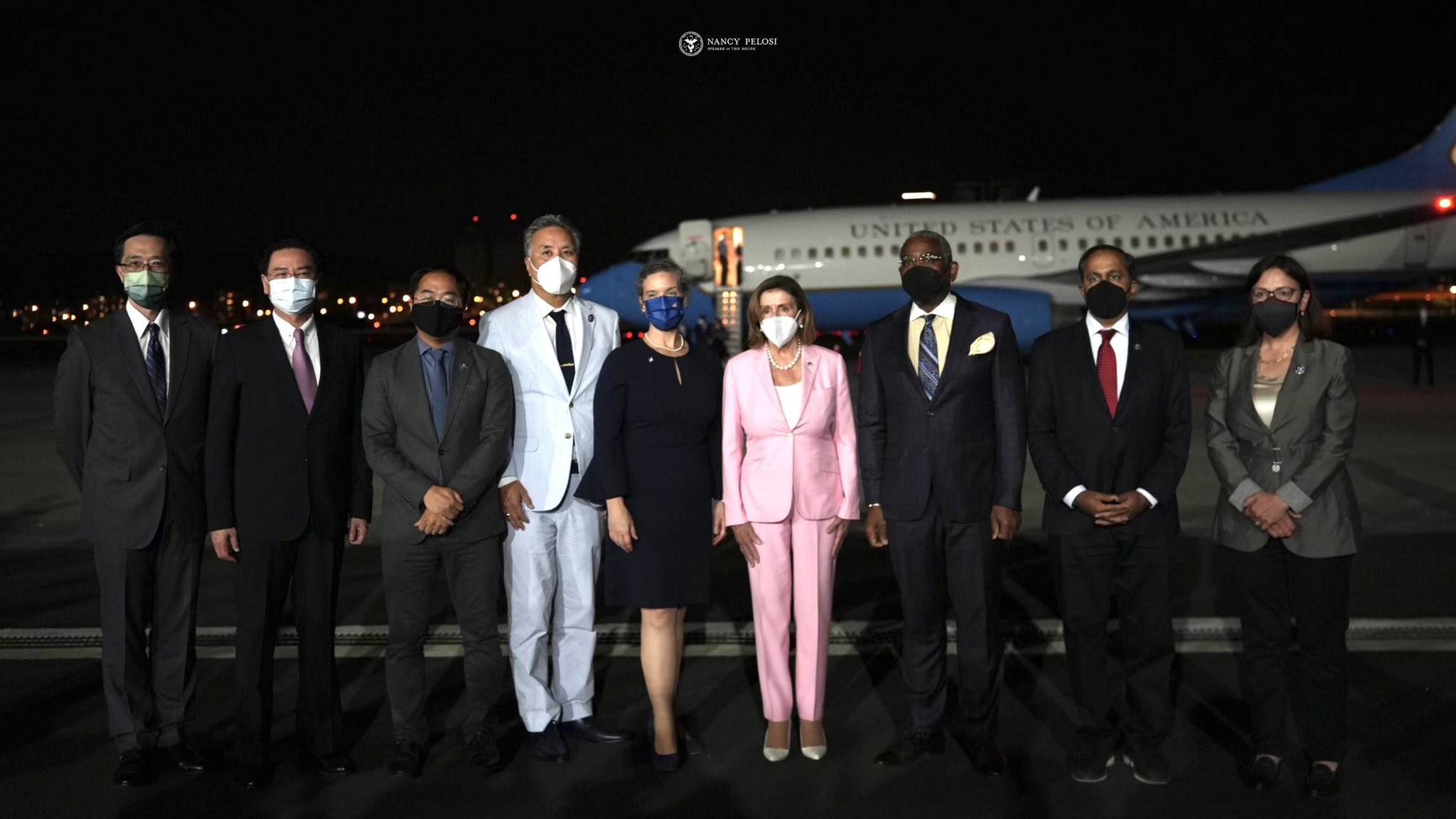
Нэнси Пелоси с лидерами Тайваня по прибытии в аэропорт Тайбэя, Суншань

  - Начало столкновений в Нагорном Карабахе между Азербайджаном и армянскими силами[173].
  - Начало боёв за Бахмут[174].
- 2 августа:
  - В России запретили деятельность украинского батальона «Азов», объявив его террористической организацией[175].
  - Визит Нэнси Пелоси на Тайвань[176]. Мобилизация армии Китая[177].
- 5 августа — Израиль начал операцию «Рассвет» против группировки «Исламский джихад»[178].
- 7 августа — Израиль и ПИД договорились о перемирии[179].
- 9 августа — президентские выборы в Кении[180].
- 12 августа — нападение на британско-американского писателя Салмана Рушди[181].
- 14 августа — в ТЦ «Сурмалу» в Ереване прогремел мощный взрыв[182].
- 25 августа — Лачын с прилегающими сёлами вернулся под контроль армии Азербайджана[183].
- 27 августа — число заражений коронавирусом превысило 600 млн человек[184].
- 30 августа — умер последний президент СССР — Михаил Горбачёв.

### Сентябрь

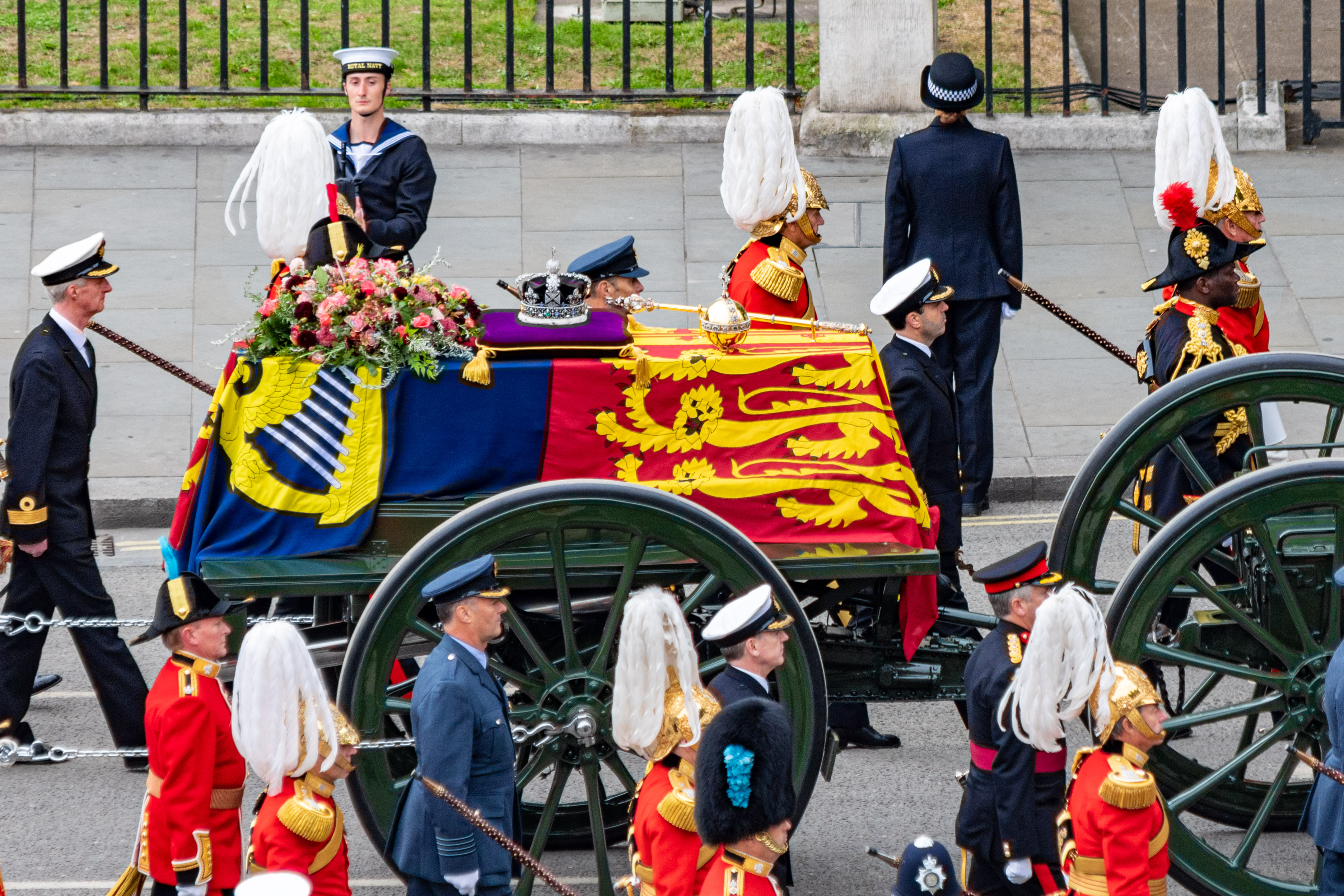
Похороны Елизаветы II

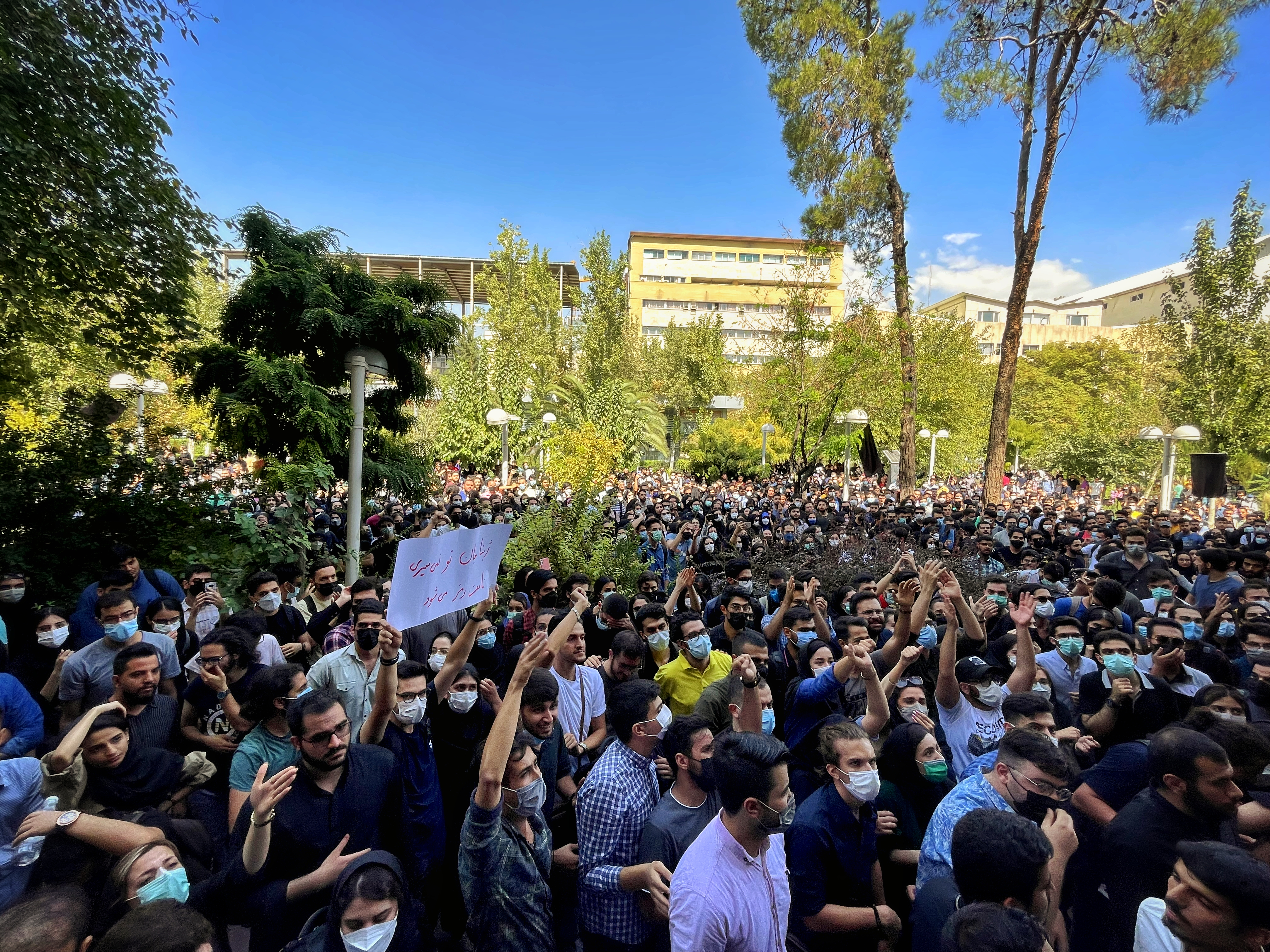
Протесты студентов университета Амира Кабира в Иране

- 1 сентября — неудачное покушение на действующего вице-президента Аргентины Кристину Фернандес де Киршнер[185].
- 4 сентября — посол США в России Джон Салливан завершил свою работу и покинул Москву[186].
- 5 сентября:
  - Новым премьер-министром Великобритании объявлена Лиз Трасс[187].
  - Взрыв у входа в консульский отдел посольства России в Кабуле. Погибло не менее 8 человек, включая двух сотрудников посольства[188][189].
- 5—8 сентября — Восточный экономический форум во Владивостоке[190].
- 8 сентября:
  - Смерть королевы Великобритании Елизаветы II[191]. Новым британским монархом стал Карл III[192].
  - ВСУ освободили Балаклею[193].
- 10 сентября — ВСУ освободили Изюм[194] и Купянск[195].
- 11 сентября:
  - Парламентские выборы в Швеции: победа правоцентристского блока[196].
  - Единый день голосования в России[197].
  - Работа Запорожской АЭС полностью остановлена[198].
- 13 сентября — начало крупномасштабных столкновений между Арменией и Азербайджаном[199].
- 14 сентября — начало боевых столкновений между Кыргызстаном и Таджикистаном[200].
- 15—16 сентября — саммит ШОС в Самарканде[201].
- 16 сентября:
  - Россия вышла из Европейской Конвенции по защите прав человека[202].
  - Начались протесты в Иране[203].
- 17 сентября — Нур-Султан был снова переименован в Астану[204].
- 21 сентября:
  - В России объявлена мобилизация[205].
  - В России прошли антивоенные митинги против мобилизации[206].
- 22 сентября — в Казахстане был отменён день первого президента[207].
- 23—27 сентября — проведение фиктивных референдумов с целью аннексии Россией оккупированных территорий Донецкой, Запорожской, Луганской и Херсонской областей Украины.
- 25 сентября:
  - Референдум на Кубе по поправкам к Семейному кодексу, которые узаконивают однополые браки, расширяют права женщин, а также усиливают защиту детей и пожилых людей[208].
  - Парламентские выборы в Италии. Победу одержала правая партия Братья Италии[209].
- 26 сентября:
  - Массовое убийство в ижевской школе № 88 — погибли 19 человек, включая напавшего[210].
  - Авария на «Северных потоках»[211].
- 28 сентября — полное отключение электроэнергии на территории Кубы из-за урагана «Ян»[212].
- 30 сентября:
  - Аннексия Россией оккупированных территорий Украины Донецкой, Луганской, Запорожской и Херсонской областей[213].
  - Украина подала заявку на вступление в НАТО[214].
  - Военный переворот в Буркина-Фасо[215][216].

### Октябрь
- 1 октября:

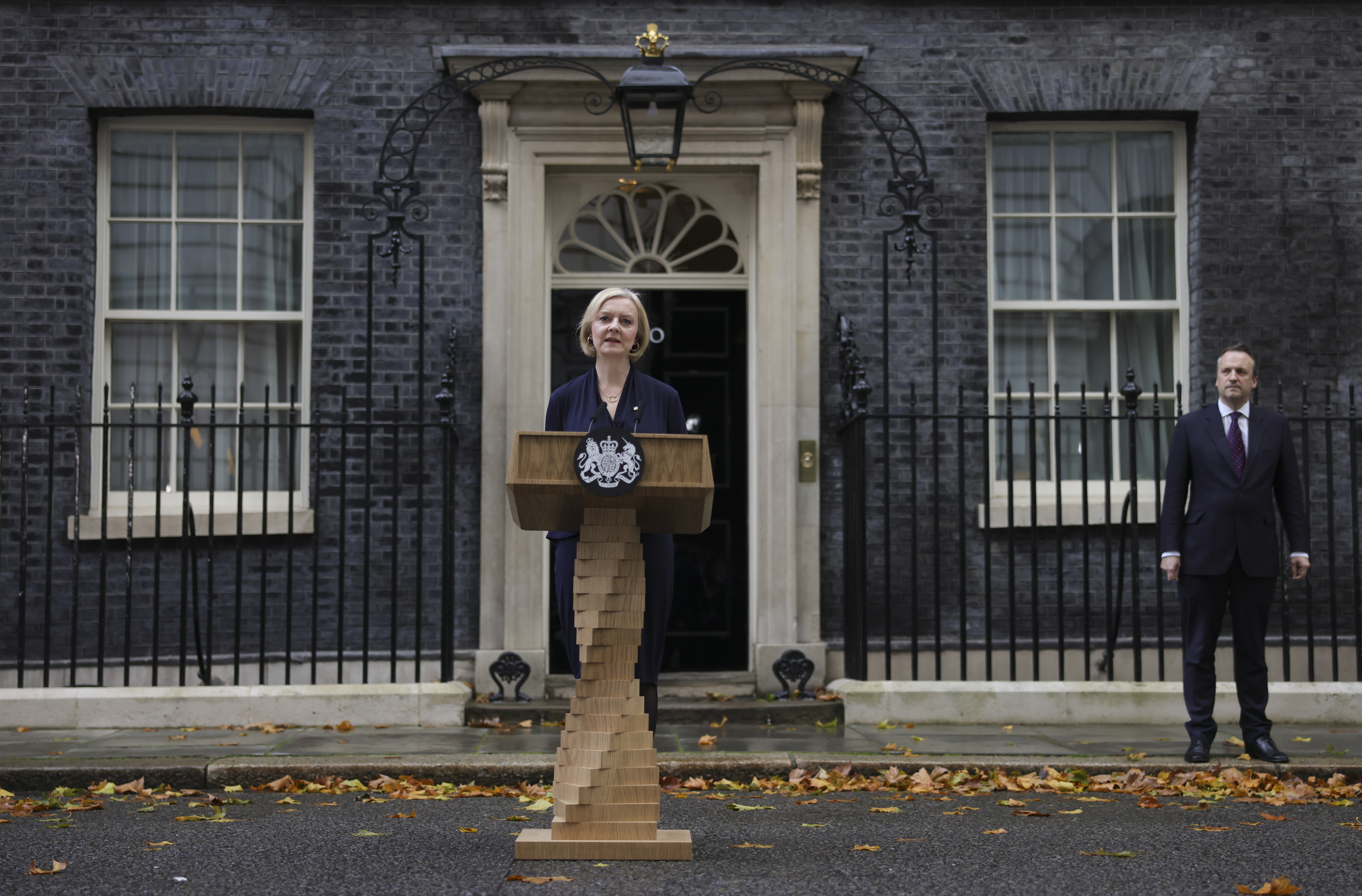
Премьер-министр Великобритании Лиз Трасс объявляет об уходе в отставку

  - Никарагуа разорвала дипломатические отношения с Нидерландами[217].
  - ВСУ освободили Лиман[218][219].
  - Парламентские выборы в Латвии[220].
  - В результате давки на футбольном стадионе в Индонезии погибли 182 человека[221], ещё не менее 309 человек пострадали[222].
- 2—30 октября — проведение всеобщих выборов в Бразилии[223][224]. Победу одержал Луис Инасиу Лула да Силва[225].
- 4 октября — КНДР запустила в сторону Японского моря баллистическую ракету, пролетевшую, вероятно, над территорией Японии[226].
- 6 октября — в результате стрельбы в таиландском детском центре погибло не менее 36 человек, в том числе 24 ребёнка[227].
- 8 октября — взрыв на Крымском мосту и обрушение части полотна автодороги вследствие подрыва грузового автомобиля[228].
- 10 октября — массированные ракетные удары по объектам гражданской инфраструктуры в крупнейших городах Украины[229].
- 14 октября — взрыв на шахте в Бартыне на севере Турции: 41 человек погиб. Всего на момент взрыва под землёй находилось 115 человек[230].
- 15 октября — двое солдат уроженцев Таджикистана открыли стрельбу на полигоне в Белгородской области[231]. Погибли 11 человек, 15 ранены[232].
- 16—22 октября — в Пекине прошёл XX-й съезд КПК, который избрал руководство Коммунистической партии Китая, в том числе её генерального секретаря[233].
- 17 октября:
  - Шведский риксдаг избрал лидера Умеренной коалиционной партии Ульфа Кристерссона премьер-министром страны[234].
  - В Ейске потерпел крушение Су-34, упав на девятиэтажный дом. Погибло 15 человек, ранено — 19[235].
- 18 октября — Верховная рада Украины признала Чеченскую Республику Ичкерия[236].
- 20 октября:
  - Лиз Трасс заявила об уходе с поста премьер-министра Великобритании[237].
  - Указом президента Российской Федерации Владимира Путина на оккупированных, а затем аннексированных Россией территориях Луганской, Донецкой, Херсонской и Запорожской областях введено военное положение[238].
  - Упразднение Ростуризма[239].
- 22 октября — лидер партии «Братья Италии» Джорджа Мелони стала премьер-министром Италии[240].
- 22 октября россиянин Ислам Махачев стал чемпионом UFC в лёгком весе.
- 23 октября — в Иркутске потерпел крушение Су-30, упав на двухэтажный дом. Погибли два пилота[241].
- 25 октября:
  - Лидер Консервативной партии Великобритании Риши Сунак назначен премьер-министром Великобритании[242].
  - Солнечное затмение на территории Европы, Ближнего Востока, Центральной Азии, Западной Сибири и северо-востоке Африки[243].
- 26 октября — массовое убийство в Ширазе. Погибло около 15 человек, больше 40 человек ранены[244].
- 28 октября — Илон Маск приобрёл «Twitter» за $44 млрд[245].
- 29 октября:
  - Давка на праздновании Хэллоуина в Сеуле. Погибли 156 человек[246].
  - Два заминированных автомобиля взорвались у здания Минобразования Сомали в Могадишо. Не менее 100 человек погибли, 300 пострадали[247].
- 30 октября — обрушение моста в Морви, погибло не меньше 141 человек[248].

### Ноябрь

Чемпионат мира по футболу в Катаре

- 1 ноября — на парламентских выборах в Израиле победу одержала партия Ликуд во главе с бывшим премьер-министром страны Биньямином Нетаньяху[249].
- 1—2 ноября — 31-й саммит Лиги арабских государств[250][251][252].
- 2 ноября — окончание войны в Тыграе[253][254].
- 3 ноября — неудачное покушение на бывшего премьер-министра Пакистана Имрана Хана[255].
- 5 ноября — пожар в кафе «Полигон» в Костроме. Погибли 15 человек[256].
- 6 ноября — в Танзании на озере Виктория разбился самолёт ATR-42. Из 43 человек погибли 19 человек[257].
- 6—18 ноября — Конференция ООН по изменению климата 2022[англ.].
- 8 ноября — выборы в Палату представителей США и выборы в Сенат США[258].
- 9 ноября — министр обороны России Шойгу приказал войскам отступить с правого берега Днепра на левый[259].
- 10 ноября — ВСУ освободили Снигирёвку[260].
- 11 ноября:
  - Взрыв на Антоновском мосту в Херсоне[261].
  - Завершение переброски войск ВС РФ на левый берег Днепра[источник не указан 126 дней].
  - ВСУ освободили Херсон[262] и Берислав[263].
- 15 ноября:
  - Население Земли достигло 8 миллиардов человек[264].
  - Массированный ракетный обстрел Украины, крупнейший с начала российского вторжения, привёл к отключению электроэнергии у 10 миллионов украинцев[265][266].
  - Инцидент с упавшей ракетой в польском Пшеводуве[267].
- 15—16 ноября — Саммит G-20[268][269][270][271]
- 16 ноября — старт ракеты-носителя SLS с космическим кораблём Орион в рамках миссии Артемида-1[272].
- 20 ноября — внеочередные президентские выборы в Казахстане[273]. Победу одержал действующий президент Казахстана Касым-Жомарт Токаев[274].
- 20 ноября — 18 декабря — чемпионат мира по футболу в Катаре[275]. Победу одержала сборная Аргентины.
- 23 ноября — начало протестов против локдауна COVID-19 в Китае[276].
- 30 ноября — запуск ChatGPT[277].

### Декабрь
- 5 декабря:

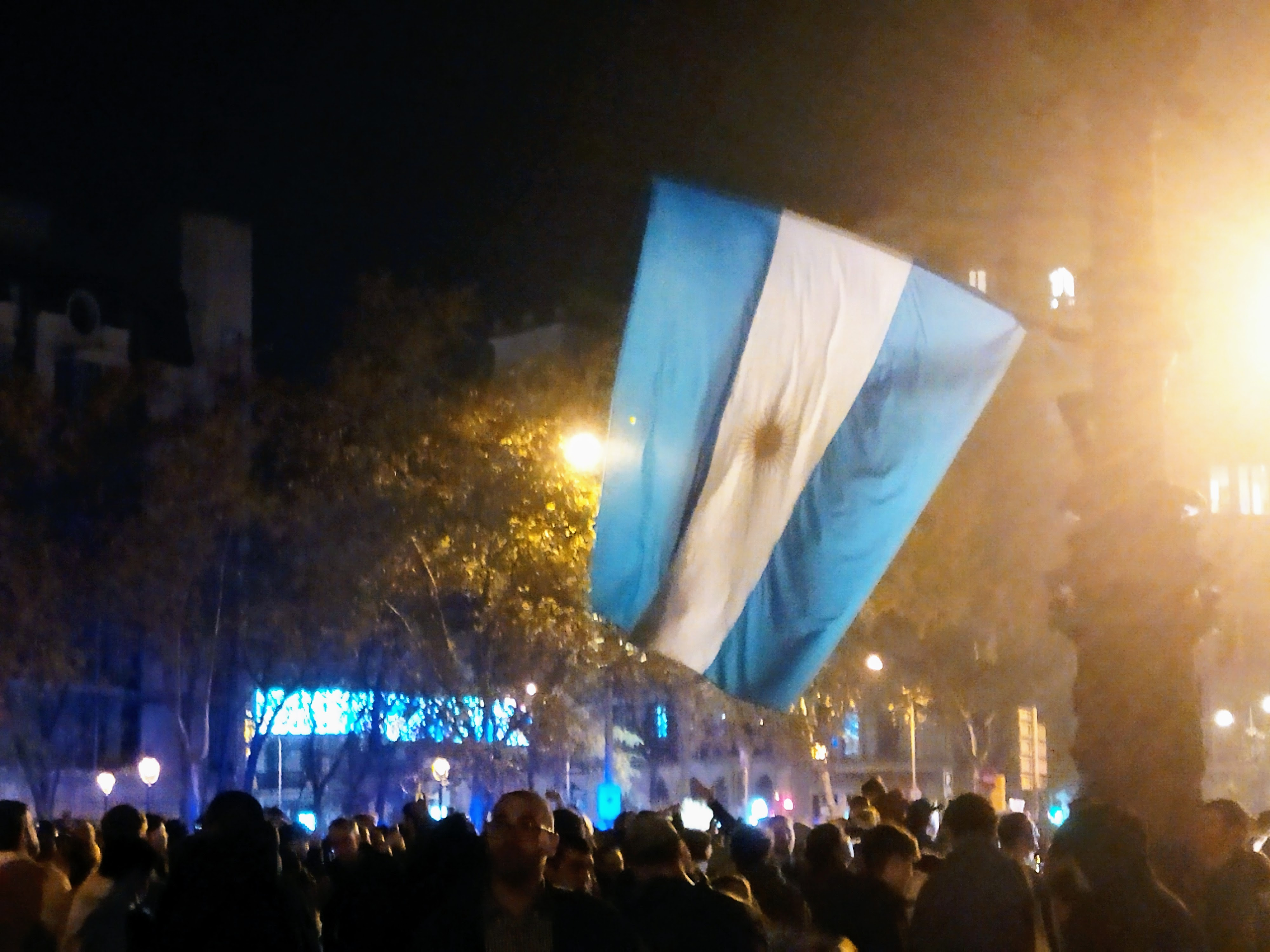
Жители Аргентины празднуют победу своей сборной после чемпионата мира по футболу в Катаре

  - Страны G7, ЕС и Австралия ввели потолок цен на российскую нефть в размере $60 за баррель[278].
  - Украинские беспилотники атаковали российские аэродромы «Энгельс» в Саратовской области и «Дягилево» в Рязанской области[279][280].
- 7 декабря — политический кризис в Перу: после неудачной попытки роспуска парламента отстранён от власти и арестован президент Педро Кастильо, его место заняла вице-президент Дина Болуарте, ставшая первой женщиной на высшем посту в стране[281][282].
- 8 декабря — обмен Виктора Бута на Бритни Грайнер[283].
- 11 декабря — проведение 20-го конкурса «Детское Евровидение 2022»[284].
- 12 декабря:
  - Наводнение в Киншасе, в результате которого погиб 141 человек[285].
  - Начало блокады Нагорного Карабаха Азербайджаном[286].
- 14 декабря — телеканал «Disney» прекратил вещание в России[287]. На территории РФ его место в эфире занял телеканал «Солнце».
- 16 декабря — Кыргызстан получил выход к морю через порт в Абу-Даби[288].
- 18 декабря — финал чемпионата мира по футболу 2022: сборная Аргентины выиграла Кубок мира, обыграв сборную Франции со счётом 3:3 (4:2 по пенальти). Киллиан Мбаппе сделал хет-трик в ворота Аргентины, Лионель Месси — дубль в ворота Франции.
- 24 декабря — пожар в частном доме престарелых в Кемерове. Погибли 22 человека.
- 26 декабря — повторная атака украинскими беспилотниками российского аэродрома «Энгельс»➤. Погибли три человека[289].
- 29 декабря:
  - В Одессе демонтирован Памятник Екатерине II[290].
  - В возрасте 82 лет умер Пеле, трёхкратный чемпион мира в составе сборной Бразилии по футболу[291].
- 31 декабря:
  - Ракетный удар ВСУ по Макеевке.
  - Председатель КНР Си Цзиньпин торжественно объявил о завершении строительства Китайской космической станции[292].

## Персоны года
Человек года по версии журнала Time — Владимир Зеленский, президент Украины и «дух Украины».